# Салмачи
Салмачи — бывшая деревня, позже — село, в настоящее время — посёлок (жилой массив) с малоэтажной застройкой в составе Казани.

## Территориальное расположение, границы

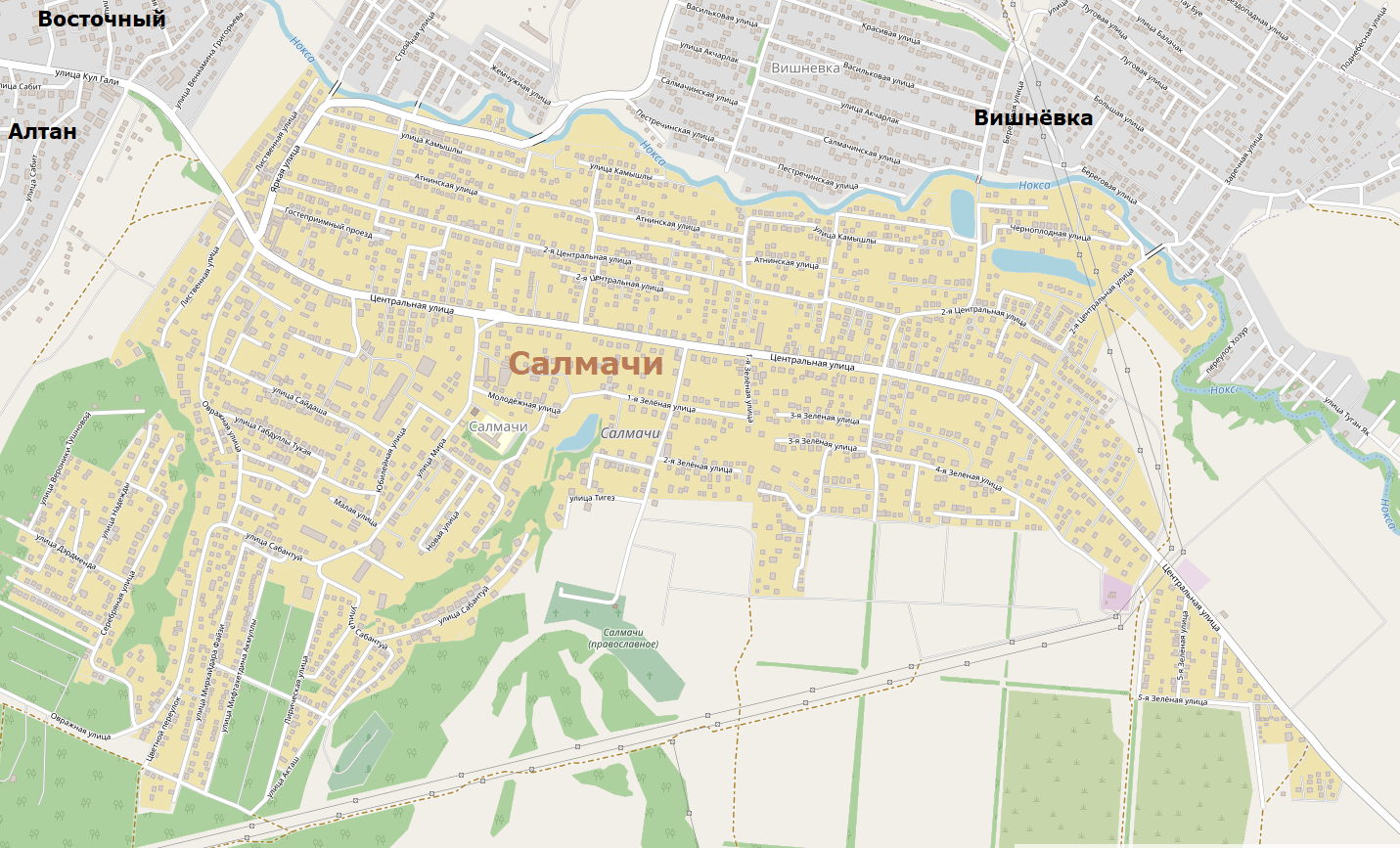
Карта посёлка Салмачи

Посёлок Салмачи находится в юго-восточной части Казани, на территории Приволжского района. Он расположен по обе стороны автодороги, идущей от жилого района Горки в сторону пригородной деревни Куюки Пестречинского района. 
С западной и северо-западной сторон границей Салмачей является технический коридор трёх магистральных трубопроводов: газопровода высокого давления Миннибаево — Казань, этанопровода Миннибаево — Казань и этиленопровода Нижнекамск — Казань; на противоположной от них стороне находятся посёлки (жилые массивы) Восточный, Алтан и Плодопитомник Приволжского района. С северной и северо-восточной сторон граница Салмачей проходит вдоль реки Нокса, русло которой также служит административной границей между Приволжским и Советским районами; на противоположном правом берегу Ноксы находятся посёлки Привольный и Вишнёвка Советского района. С восточной стороны граница поселковой застройки Салмачей соприкасается с полями, которые в перспективе планируется застроить. Вдоль южной окраины Салмачей расположены бывший плодопитомник агрофирмы «Салмачи» и территория лесопосадки, разделённые широкой просекой, проложенной вдоль высоковольтной линии электропередачи. Ещё южнее находится полигон Казанского высшего танкового командного училища. 
У юго-западной окраины Салмачей расположено небольшое озеро Ванюшино.

## Название
По мнению И. А. Износкова, Салмачи в переводе с татарского означает «делающий салму» (горячее кушанье). В некоторых дореволюционных изданиях также встречается вариант написания названия как Салмычи.

## Население
| Год  | Общая численность | Численность мужчин | Численность женщин |
| ---- | ----------------- | ------------------ | ------------------ |
| 1781 | —                 | 228                | —                  |
| 1859 | 874               | 424                | 450                |
| 1885 | 933               | 465                | 468                |
| 1897 | 1189              | —                  | —                  |
| 1904 | 1250              | 598                | 652                |
| 1907 | 1214              | —                  | —                  |
| 1920 | 1496              | —                  | —                  |
| 1927 | 1608              | —                  | —                  |
| 1949 | 1089              | —                  | —                  |
| 1958 | 956               | —                  | —                  |
| 1970 | 868               | —                  | —                  |
| 1979 | 856               | —                  | —                  |
| 1989 | 1096              | —                  | —                  |
| 1992 | 1022              | —                  | —                  |

Исторически Салмачи являлись русской деревней, но в советский период здесь появилось значительное количество татар. По состоянию на 1989 год, доля русских среди жителей деревни составляла 69%, татар — 28%; такое же соотношение было и в 1992 году. 

## Административно-территориальная принадлежность
До 1920 года деревня Салмачи входила в состав Воскресенской волости Казанского уезда Казанской губернии, в 1920—1927 годах — в состав Воскресенской волости Арского кантона Татарской АССР.
С 1927 года Салмачи находились в Казанском районе, с 1938 года — в Столбищенском, с 1959 года — в Высокогорском, в 1963—2001 годах — в Пестречинском районе; в 2001 году Салмачи вошли в состав Казани, став частью Приволжского района. 
В 1927—2001 годах Салмачи являлись центром Салмачинского сельсовета (с 1990-х годов — Салмачинского местного самоуправления), в состав которого с течением времени входило разное количество поселений. По состоянию на 1930 год территория данного сельсовета ограничивалась только Салмачами. По состоянию на 1940 год в состав Салмачинского сельсовета входили село Салмачи, две деревни — Вознесенское и Кабачище, а также Питомник лесоводства и садоводства. Тот же состав сельсовета был и в 1956 году, за исключением того, что указанный питомник официально именовался агролесопитомником. В 1992 году в состав Салмачинского сельсовета входило только два населённых пункта — село Салмачи и деревня Вишнёвка. В этом же составе в 2001 году, но не сельсовет, а Салмачинское местное самоуправление, было включено в городскую черту Казани.

## История

### Дореволюционный период (до 1917 года)
Деревня Салмачи впервые упоминается в Писцовой книге Казанского уезда 1565—1568 годов (по И. А. Износкову — 1567 год) как бывшая дворцовая деревня, отданная в поместье новому казанскому жильцу дворянину О. А. Яневу. В 1591 году царь Фёдор Иванович отписал Салмачи архимандриту казанского Спасо-Преображенского монастыря Галактиону. В 1567 году в деревне было 15 дворов, в 1621 году — 38 дворов, в 1646 году — 39 дворов (37 крестьянских и 2 бобыльских) с населением 150 человек.  
В 1764 году в соответствии с манифестом Екатерины II о секуляризации монастырских земель Салмачи перешли в разряд казённых деревень, а её жители были переведены из монастырских крестьян в экономические, но позднее стали государственными крестьянами, находясь в таком состоянии до 1860-х годов. 
Подполковник Александр Иванович Свечин (кон. 1720-х — 1796), возглавлявший в 1763—1765 годах комиссию Правительствующего сената по ревизии корабельных лесов и выяснению причин обнищания государственных крестьян Казанской губернии, совершил в эти годы поездку с ревизионными целями по указанной губернии и ряду сопредельных земель. Одним из итогов этой поездки стало объёмное описание обследованных городов и селений, в числе которых оказалась деревня Салмачи.
А. И. Свечин описал данную деревню следующим образом: 
«Деревня Салмачи в ней живут крестьяне бывшей вотчины Спаса Казанского монастыря[,] что ныне ведомства коллегии Экономии [—] 230 душ[,] дворов 79 [—] на речке Оксе [,] которая впала в реку Казанку ниже оной деревни в 10 верстах[,] вершина же оной где [—] жители не знают[;] состоящая на ровном месте[,] окружающая полями[.] Место виду изрядного[.] Дорога сначала немалым полем[,] называемом Арским[,] а потом небольшим дубовым лесом и[,] спустясь под гору[,] пашенными полями[.] От Казани».
В дореволюционный период Салмачи значились в составе прихода села Вознесенское. Расстояние до Казани составляло 11 вёрст, до волостного правления в селе Воскресенском — 10 вёрст.
По состоянию на 1885 год жители Салмачинского сельского общества имели земельный надел площадью 2823 десятин в «дачах сёл Вознесенское и Богородское с дер.». Помимо хлебопашества, некоторые жители занимались огородничеством, пчеловодством, мукомольным промыслом, гильзовым производством, кузнечным промыслом, выделкой овчин; часть крестьян Салмачей занималась отхожим промыслом — извозом в других губерниях. 
В 1859 году в деревне имелся 131 двор, в 1885 году — 159 дворов, в 1904 году — 194 двора. 
В 1881 году была открыта земская школа с собственным зданием, построенным местными крестьянами. В те годы на её содержание земством ежегодно отпускалось 300 рублей. В 1885 году в этой школе работал 1 законоучитель и 2 учительницы, училось 62 мальчика и 8 девочек; в числе учащихся были дети из соседней деревни Кабачище.

### Советский период (1917—1991 годы)
В начале 1930-х годов на территории Салмачинского сельсовета был создан колхоз имени 2-го съезда колхозников (по состоянию на 1956 год его официальное название — колхоз «II съезд колхозников»). Одним из активных участников его создания и организатором акции по раскулачиванию некоторых сельчан был местный житель Д. С. Коннов (в 1990 году об этом был снят документальный фильм). 
Примерно в 1970-е годы на базе колхоза в Салмачах был создан совхоз «Казанский», просуществовавший до начала 1990-х годов. В 1990-е годы он был преобразован в агрофирму «Салмачи»: основные направления деятельности — полеводство, молочное скотоводство, садоводство. 

### Постсоветский период (с 1991 года)
Начиная с 1990-х годов село Салмачи с прилегающей территорией в виду близости к Казани становится зоной коттеджной застройки. Отдельные территории Салмачинского местного самоуправления, прежде имевшие статус земель сельскохозяйственного назначения и находившиеся в хозяйственном обороте агрофирмы «Салмачи», начинают переводиться под индивидуальное жилищное строительство, после чего на них стали появляться коттеджные посёлки, получившие статус индивидуального жилого сектора (ИЖС).
К началу 2000-х годов здесь появилось несколько таких посёлков со статусом ИЖС, в том числе:
- ИЖС завода ЖБИ—3 (землю под него выделили ещё в 1992 году[26]; в настоящее время это юго-западная часть жилого массива Вознесенское — участок коттеджной застройки по обеим сторонам улицы Гали Динмухаметова);
- ИЖС НПО «Вакууммаш»;
- ИЖС «Алтан» (в настоящее время — жилой массив Алтан);
- ИЖС «Плодопитомник» (в настоящее время — жилой массив Плодопитомник).

После перевода земель Салмачинского местного самоуправления под коттеджную застройку они были включены в состав Казани. В 1998 году в городскую черту вошли территории ИЖС завода ЖБИ—3, ИЖС НПО «Вакууммаш», ИЖС «Алтан». В июне 2001 году в состав Казани вошла территория ИЖС «Плодопитомник» вместе с оставшейся территорией Салмачинского местного самоуправления — селом Салмачи и деревней Вишнёвка. 
Салмачи и входившее в состав Салмачинского местного самоуправления деревня Вишнёвка стали городскими посёлками, сохранив при этом статус самоуправления, но под другим названием — как внутригородское муниципальное образование «Посёлки Салмачи, Вишнёвка». Однако 1 января 2006 года все внутригородские муниципальные образования Казани были упразднены, а входившие в их состав городские посёлки, в том числе Салмачи и Вишнёвка, обрели статус жилых массивов.
Включение в состав Казани ускорило процесс освоения территории бывшего Салмачинского местного самоуправления, в результате чего на большей его части сформировалась зона плотной коттеджной застройки. Помимо вышеуказанных посёлков, возникли новые, например, посёлок Новая Вишнёвка или построенный по «югославскому проекту» посёлок Яркий (в 2015 году посёлки Вишнёвка, Новая Вишнёвка и Яркий были переданы из Приволжского района в Советский район). Плотная коттеджная застройка породила ряд проблем, получивших общественный резонанс.  
Несколько лет длился конфликт между новыми жителями Салмачей, с одной стороны, и Группой компаний «ТАИФ» и ООО «Газпром трансгаз Казань» — с другой. В 1960-х — 1970-х годах западнее Салмычей в едином техническом коридоре были проложены три магистральных трубопровода: газопровод высокого давления Миннибаево — Казань, этанопровод Миннибаево — Казань и этиленопровод Нижнекамск — Казань. В те годы сельские жилые дома находились на достаточном расстоянии от охранной зоны трубопроводов, а в постсоветский период с ростом коттеджной застройки многие домовладения оказались в черте этой зоны (по одним данным, 300 земельных участков и более 200 домов, по другим — более 260 земельных участков и 150 домов). До 2015 года ни одна из указанных компаний не поднимала вопрос о нарушениях. При этом ни у органов местного самоуправления, выдававших разрешения на строительство, ни у государственных органов, регистрировавших новые домовладения, не было информации о границах охранной зоны трубопроводов, так как ни одна из этих компаний не поставила их на кадастровый учёт. В 2015 году ГК «ТАИФ» и ООО «Газпром трансгаз Казань» инициировали судебные иски против ряда жителей, чьи домовладения оказались в охранной зоне трубопроводов. Суды вынесли решения о сносе таких домов, что спровоцировало ответные протестные действия. В 2018 году благодаря изменениям в федеральном законодательстве остроту конфликта удалось нивелировать, хотя сама проблема до сих пор полностью не решена.
Ещё одной проблемой, порождённой плотной коттеджной застройкой в Салмачах и окрестных посёлках, стали постоянные автомобильные пробки на автодороге, идущей из посёлка в сторону жилого района Горки и центра города (улица Кул Гали). Это порождало острое недовольство местных жителей. Предварительные варианты расширения предусматривали снос некоторых домовладений, но это наталкивалось на сопротивление жителей. В 2017 году дорогу всё-таки удалось реконструировать и расширить, но только до въезда в посёлок Салмачи. Внутри посёлка (улица Центральная) она осталась, как и прежде, двухполосной, так как близко стоящие домовладения не позволяют её расширить. 
Тремя годами позже (2020) мэр Казани Ильсур Метшин, комментируя этот случай, заявил следующее: 
«Есть, допустим, Салмачи. Там был директор колхоза, который в лихие 90-е колхоз в собственность взял. Он очень был предприимчивым, писал песни, за которые потом свои же деньги платил, чтобы пели. Очень популярным человеком был. Но он зло нанёс такое… Он в Салмачах без генплана, без разрешения раздал тысячи земельных участков, по 5, 6, 10 соток, не оставляя пожарных проездов. А люди там построили дворцы. Ни детских садов, ни социальной инфраструктуры, ничего. И даже, когда мы делали расширение по просьбе жителей в Салмачах, 6-полосную дорогу длиной 1,8 километра, это было почти невозможным мероприятием. Более того, их дорога прошла по этиленопроводу „Казаньоргсинтез“ — „Нижнекамскнефтехим“. Нам нужно было остановить одновременно „Оренбурггазтранс“, „Казаньоргсинтез“, „Нижнекамскнефтехим“, чтобы они своевременно в одно время сделали капитальный ремонт. Но ширина дороги… Там дальше коттеджи. Они говорят: дай нам дорогу, но попробуй хоть один дом снеси. А чтобы в Салмачах эти дороги внутри проложить, мы должны на каждой улице метра по 3 у каждого отнять. А их нет, потому что у них там дома. А тротуар не положишь, раз по ГОСТу, по нормативам безопасность мы не можем обеспечить, значит, нельзя бюджетные деньги тратить. Не я придумал такие правила.».
Конфликт жителей Салмачей по теме развития дорожной сети на этом не был исчерпан. В 2018—2019 годах при обсуждении нового генерального плана Казани протестовали салмачинцы и жители посёлка Яркий, так как данным документом предусматривается строительство автомагистрали параллельно техническому коридору с тремя магистральными трубопроводами. Автомагистраль планируется построить по поселковым улицам Яркая и Лиственная, что, по мнению местных жителей, создаёт угрозу сноса множества домов. 
В 2018 году Инвестиционная группа компаний ASG заявила о планах застройки в восточной части Казани (на территории Советского и Приволжского районов) жилыми домами различной этажности 12 планировочных территорий, в основном в формате коттеджных посёлков. В рамках этого на землях, вплотную прилегающих к Салмачам с юго-западной стороны (около озера Ванюшино), предусмотрено строительство коттеджного посёлка «Алтан—2». Также планируется застроить территорию бывшего плодопитомника агрофирмы «Салмачи» (с юго-восточной стороны от посёлка) и расположенное к востоку от него свободное пространство по левобережью реки Ноксы; здесь на площади 321 га будет возведён жилой район «Яблоневые сады», состоящий из многоквартирных домов от 3 до 19 этажей (расчётная площадь жилого фонда — свыше 1,5 млн м²; расчётная численность населения — 67 тыс. чел.).

## Уличная сеть
В посёлке (жилом массиве) Салмачи находятся дома с адресацией по 41 улице, три из которых являются переулками. 
Из всех улиц Салмачей самыми протяжёнными являются Центральная (3,26 км) и параллельная ей 2-я Центральная (2,56 км). Улица Центральная — старейшая в посёлке по времени возникновения, вдоль неё сформировались Салмачи, когда были ещё деревней; это главная транспортная артерия и планировочная ось посёлка, задающая направление его пространственного развития. Самими короткими улицами Салмачей являются Тихая улица (105 м), Укромный переулок (154 м) и Малая улица (158 м).
| Список улиц посёлка Салмачи | Список улиц посёлка Салмачи                                                          | Список улиц посёлка Салмачи | Список улиц посёлка Салмачи |
| Название улицы              | Документ, которым утверждено название                                                | Прежнее название            | Длина (в метрах)            |
| --------------------------- | ------------------------------------------------------------------------------------ | --------------------------- | --------------------------- |
| Абдуллы Алиша улица         | —                                                                                    | —                           | 221                         |
| Акташ улица                 | Решение Казанской городской думы от 17 мая 2007 года № 20-17                         | —                           | 527                         |
| Атнинская улица             | Постановление Главы администрации г. Казани от 29 декабря 2005 года № 3240           | —                           | 1910                        |
| Вероники Тушновой улица     | Решение Казанской городской думы от 4 марта 2015 года № 26-41                        | —                           | 413                         |
| Весёлая улица               | Решение Казанской городской думы от 17 мая 2007 года № 20-17                         | —                           | 367                         |
| Габдуллы Тукая улица        | —                                                                                    | —                           | 296                         |
| Дэрдменда улица             | Решение Казанской городской думы от 4 марта 2015 года № 26-41                        | —                           | 302                         |
| Живописная улица            | Решение Казанской городской думы от 17 мая 2007 года № 20-17                         | —                           | 588                         |
| Зелёная 1-я улица           | —                                                                                    | —                           | 651                         |
| Зелёная 2-я улица           | —                                                                                    | —                           | 674                         |
| Зелёная 3-я улица           | —                                                                                    | —                           | 724                         |
| Зелёная 4-я улица           | —                                                                                    | —                           | 1220                        |
| Зелёная 5-я улица           | —                                                                                    | —                           | 309                         |
| Камышлы улица               | Постановление Главы администрации г. Казани от 29 декабря 2005 года № 3240           | —                           | 1620                        |
| Лирическая улица            | Решение Казанской городской думы от 17 мая 2007 года № 20-17                         | —                           | 623                         |
| Лиственная улица            | Решение Казанской городской думы от 22 ноября 2007 года № 16-24                      | —                           | 898                         |
| Малая улица                 | Решение Казанской городской думы от 17 мая 2007 года № 20-17                         | —                           | 158                         |
| Мира улица                  | —                                                                                    | —                           | 855                         |
| Мирхайдара Файзи улица      | Постановление Кабинета Министров Республики Татарстан от 17 сентября 2007 года № 470 | —                           | 445                         |
| Мифтахетдина Акмуллы улица  | Постановление Кабинета Министров Республики Татарстан от 20 июня 2007 года № 251     | —                           | 676                         |
| Молодёжная улица            | —                                                                                    | —                           | 973                         |
| Мянгелек улица              | Решение Казанской городской думы от 17 мая 2007 года № 20-17                         | —                           | 177                         |
| Надежды улица               | Решение Казанской городской думы от 28 декабря 2006 года № 25-14                     | —                           | 536                         |
| Николая Заболоцкого улица   | Решение Казанской городской думы от 4 марта 2015 года № 26-41                        | —                           | 310                         |
| Новая улица                 | —                                                                                    | —                           | 523                         |
| Овражная улица              | —                                                                                    | —                           | 1500                        |
| Раздольный переулок         | Решение Казанской городской думы от 16 августа 2007 года № 17-19                     | Раздольная улица            | 332                         |
| Сабантуй улица              | Решение Казанской городской думы от 22 марта 2007 года № 15-16                       | —                           | 1102                        |
| Сайдаша улица               | Решение Казанской городской думы от 17 мая 2007 года № 20-17                         | —                           | 562                         |
| Серебряная улица            | Решение Казанской городской думы от 22 марта 2007 года № 15-16                       | —                           | 724                         |
| Солнечная улица             | —                                                                                    | —                           | 346                         |
| Тигез улица                 | Решение Казанской городской думы от 22 ноября 2007 года № 16-24                      | —                           | 263                         |
| Тихая улица                 | Решение Казанской городской думы от 22 ноября 2007 года № 16-24                      | —                           | 105                         |
| Укромный переулок           | Решение Казанской городской думы от 16 августа 2007 года № 17-19                     | —                           | 154                         |
| Файзрахмана Юнусова улица   | Решение Казанской городской думы от 16 апреля 2014 года № 19-32                      | —                           | 319                         |
| Цветной переулок            | Решение Казанской городской думы от 17 мая 2007 года № 20-17                         | —                           | 225                         |
| Центральная улица           | —                                                                                    | —                           | 3265                        |
| Центральная 2-я улица       | —                                                                                    | —                           | 2568                        |
| Черноплодная улица          | Решение Казанской городской думы от 11 июня 2009 года № 14-41                        | Раздольная улица            | 776                         |
| Юбилейная улица             | Решение Казанской городской думы от 17 мая 2007 года № 20-17                         | —                           | 354                         |
| Яркая улица                 | Решение Казанской городской думы от 28 декабря 2006 года № 25-14                     | —                           | 1360                        |